# Kensington Palace Gardens
Kensington Palace Gardens est une rue de la ville de Londres, Royaume-Uni.

## Situation et accès

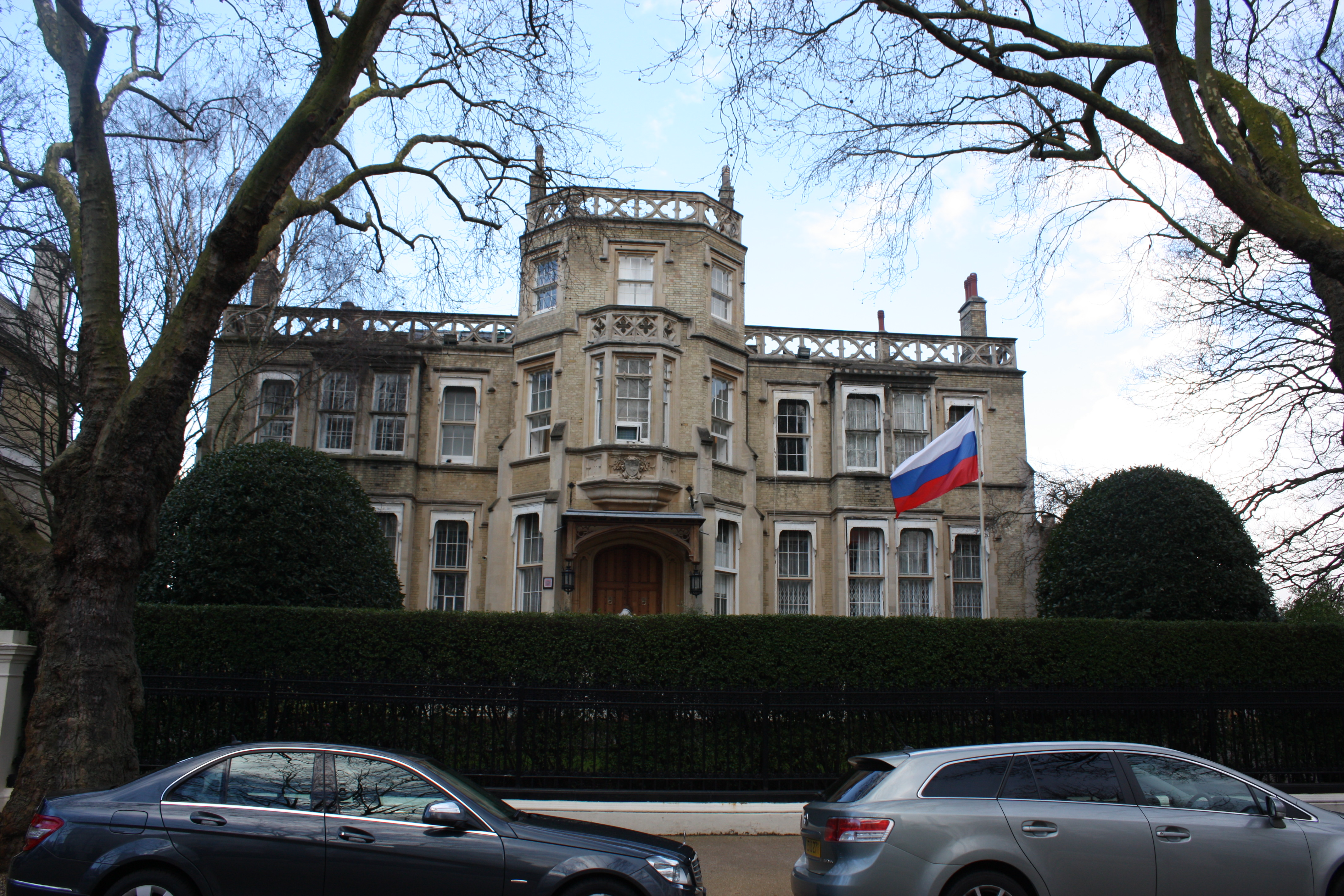
Ambassade de la fédération de Russie.

Longue d’environ 1 000 m, orientée nord-sud, cette avenue relie Bayswater Road à Kensington High Street. La partie sud de la rue est appelée Palace Green
À chaque extrémité de la rue se trouve un poste de contrôle filtrant l’entrée des véhicules. Les piétons peuvent circuler librement mais il est interdit de prendre des photographies.
Kensington Palace Gardens est desservie, au nord, par les lignes  Central  Circle  District, à la station Notting Hill Gate, et, au sud, par les lignes  Circle  District, à la station High Street Kensington.

## Origine du nom
Le nom de l’avenue évoque les anciens jardins potagers du palais de Kensington, à l’emplacement desquels elle a été amenagée en 1843 par James Pennethorne.

## Historique
La carte du palais et des jardins de Kensington dressée par John Rocque en 1736 montre une longue allée rectiligne à l’emplacement de la voie actuelle. À l’exception du palais royal, la zone est alors entièrement occupée par des jardins.
Ouverte en 1843, la rue prend son nom actuel vers 1870. Selon les servitudes de l'époque, les maisons qui sont élevées sur la rue doivent être de style italianisant et ne peuvent pas être vendues pour moins de 3000 livres sterling. 

## Aujourd'hui
Elle est fréquemment surnommée Bilionaire row , l’allée des milliardaires. Elle appartient au Crown Estate (Domaine de la Couronne).
En 2016, le prix moyen d’une maison s’y élève à 42,6 millions de livres et celui du mètre carré à 70 000 livres.

## Bâtiments remarquables et lieux de mémoire

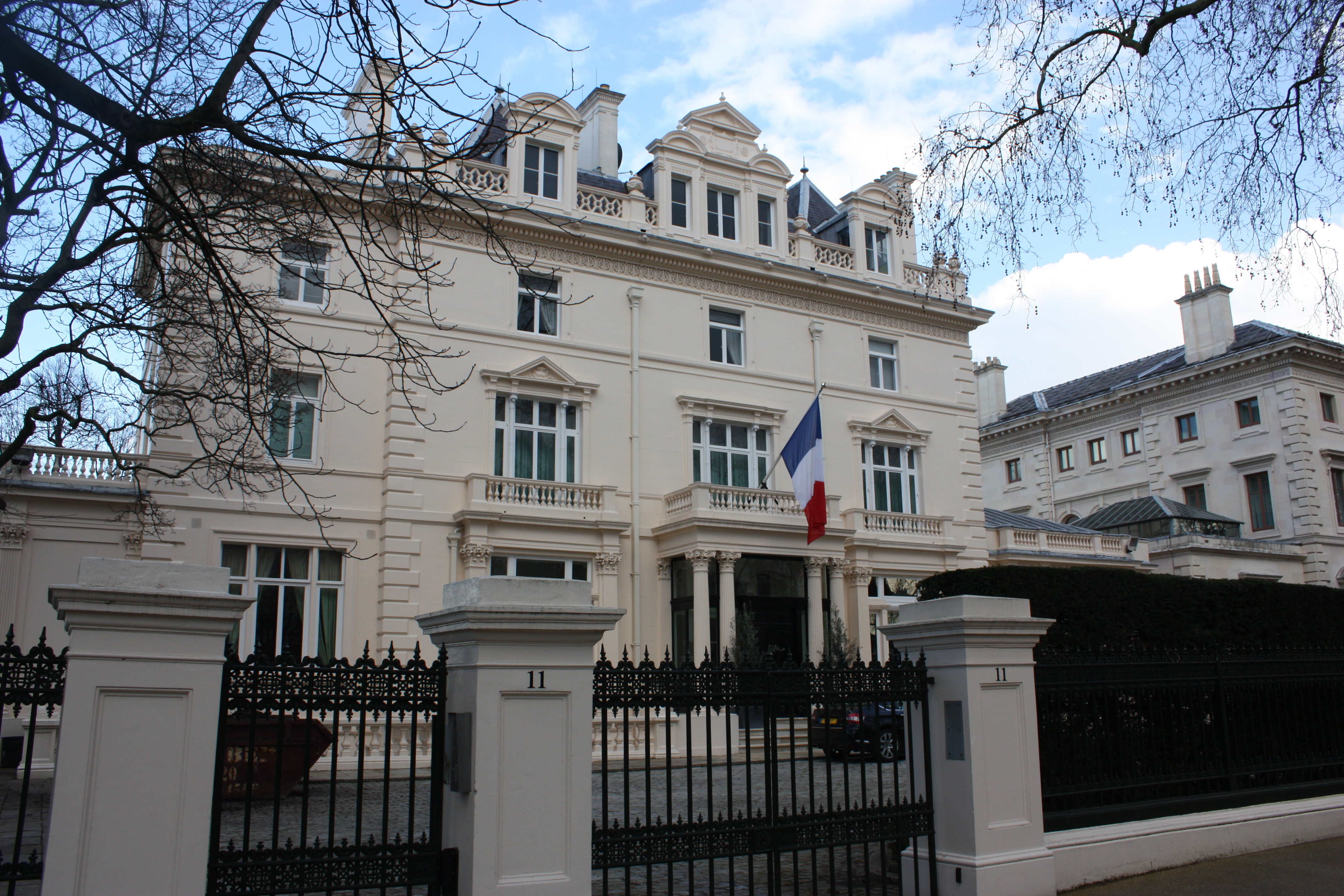
Résidence de l'ambassadeur de France.

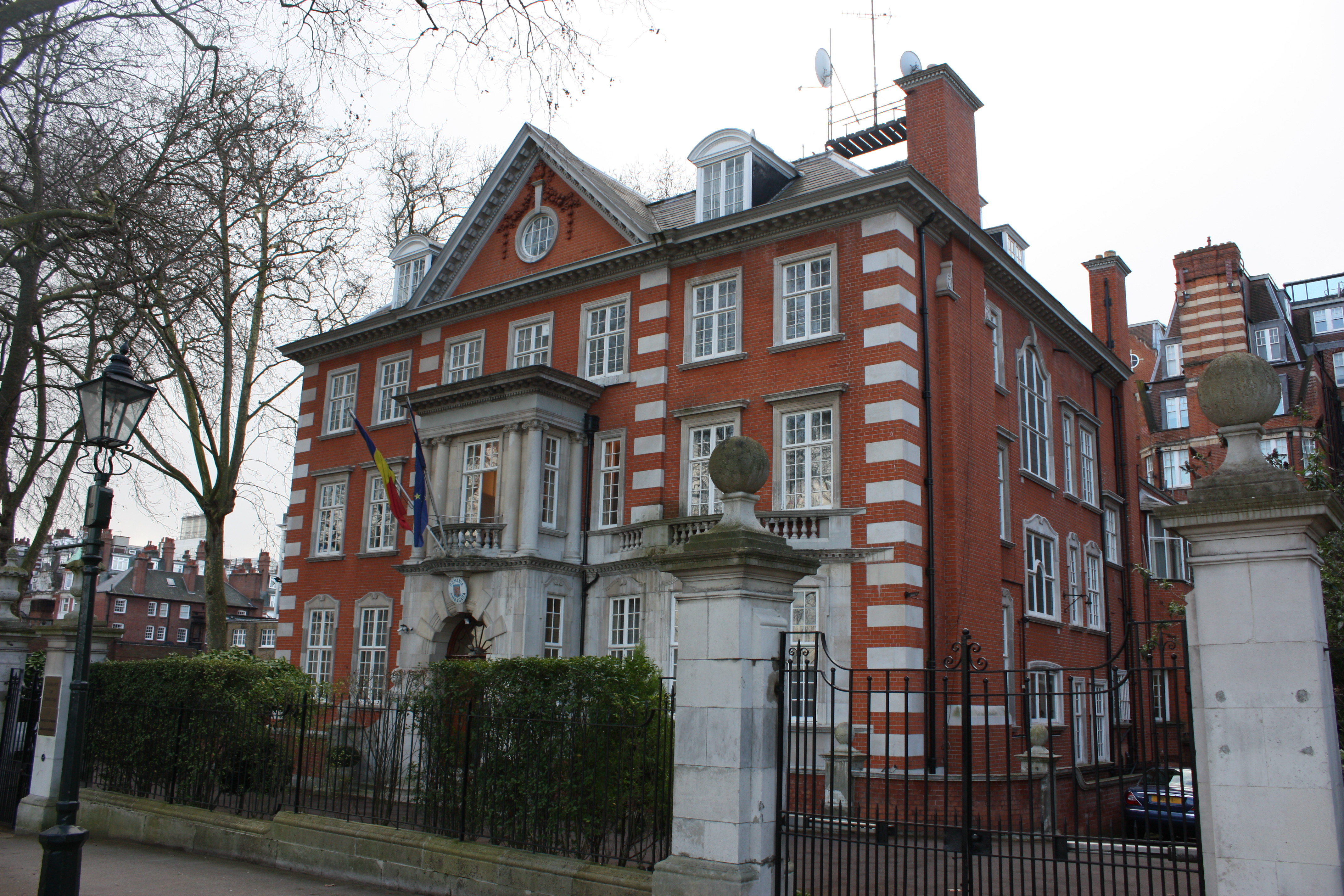
Ambassade de Roumanie.

La rue compte une douzaine d’ambassades et de résidences diplomatiques mais aussi des propriétés appartenant à de richissimes particuliers originaires du monde entier.
- C’est dans la maison qu’elle y possède que la princesse Haya bint al-Hussein, l’une des épouses de l’émir de Dubaï, demi-sœur du roi de Jordanie, vient se réfugier le 3 juillet 2019 après avoir fui Dubaï[6], « par peur d’être assassinée ou ramenée de force »[7].

- No 6-7 : ambassade de la fédération de Russie.

- No 8[8] : manoir de 57 pièces habité par le mannequin Tamara Ecclestone, fille de l'ancien patron de la Formule 1 Bernie Ecclestone ; dans la nuit du 13 au 14 décembre 2019, la demeure est visitée par une équipe de malfaiteurs qui quitte les lieux en emportant un butin en bijoux évalué à la somme de 60 millions d'euros[9].

- No 10 : propriété de Jon Hunt, roi de l’immobilier[10]. En 2008, le magnat de l’immobilier obtient de la municipalité de Kensington and Chelsea le droit de creuser cinq étages supplémentaires sous le bâtiment et le jardin, la maison, construite en 1846, en comptant déjà quatre ; ce projet suscite les protestations de l’ambassade de France, qui tente d’obtenir l’annulation du permis de construire, craignant que la résidence de l'ambassadeur, au no 11, ne subisse un chantier bruyant et interminable[5].

- No 11 : résidence de l’ambassadeur de France, achetée en 1944 par l'ambassadeur René Massigli (1888-1988), héros de la France libre[4].

- No 12 : propriété du roi d’Arabie saoudite[10].

- No 12 a : ambassade du Népal.

- Nos 15, 15b : résidence londonienne du chef d’entreprise américain et britannique Leonard Blavatnik[10], acquise en 2004 pour 41 millions de livres[11].

- No 15a : maison achetée en 2015 par l'homme d'affaires chinois Wang Jianlin.

- No 17 : manoir de quinze chambres, propriété de l'homme d'affaires russo-israélien Roman Abramovitch[12], acheté 129 millions d'euros[13].

- No 18 : résidence londonienne de l’homme d’affaires indien Lakshmi Mittal[10].

- No 20 : propriété du sultan de Brunei[10].

- No 21 : ambassade du Liban.

- No 25 : ambassade de Slovaquie.

### Palace Green
- No 1 : maison classée de grade II construite par l’architecte Philip Webb en 1870 pour George Howard, peintre et futur 9e comte de Carlisle, dont le nom est associé au groupe artistique Holland Park Circle[14] ; la maison est divisée en appartements en 1957.

- No 2 : ambassade d’Israël ; ancienne maison du romancier William Thackeray (1811-1863), l’auteur de Vanity Fair, qui y meurt en 1863[15] ; cette maison, construite dans les années 1860-1862 pour le romancier, est un bâtiment classé de grade II depuis 1969.

- No 4 : ambassade de Roumanie.